# Aéroport international de la Côte d'Argent
 (août 2021).
L’Aéroport international de la Côte d'Argent (en portugais : Aeroporto Internacional da Costa de Prata), également connu sous le nom d’Aéroport de Figueira da Foz (en portugais Aeroporto da Figueira da Foz), est un projet d'aéroport devant être situé à Figueira da Foz, au Portugal, plus précisément à Lavos, à 7 km au sud du centre-ville. Il aurait dû être ouvert en 1993 pour desservir cette ville, la Côte d'Argent (pt) et la région Centre du pays. Malgré son impact potentiel, il a finalement été abandonné.
Outre l'aéroport, le projet comprenait un centre de formation aéronautique de niveau universitaire et, à plus long terme, une ligne ferroviaire à grande vitesse ou monorail reliant l'aéroport au centre de Figueira da Foz et à d'autres villes de la région, dont Coimbra, Leiria et Fátima. Le projet était chargé de Globo Air, une compagnie à capitaux privés portugais, nord-américains et français, qui souhaitait installer une compagnie aérienne utilisant cet aéroport comme hub.
Le projet a été conçu par le studio Atelier da Cidade : il comprenait un terminal circulaire, capable de loger 21 avions à fuselage large.